# 英国加入全面与进步跨太平洋伙伴关系协定
英国加入全面与进步跨太平洋伙伴关系协定（CPTPP）的议程始自2021年6月2日，作为扩大规模的过程，委员会认定英国是先进经济体并决定进一步受理申请。英国在2021年2月21日正式提交加入全面与进步跨太平洋伙伴关系协定的申请。成员国在2023年3月31日就英国的加入协商达成一致并作出最终决定。该协定正式对英国生效仍然需要每个现有成员国以及英国本身对其加入的伙伴关系和贸易政策作出相应的立法批准。
到2023年7月15日举行的第七次CPTPP部长级会议召开时，11个成员国已一致同意英国的加入申请。。
2024年12月15日，協議正式生效，這意味著英國已正式加入全面與進步跨太平洋夥伴關係協定。